# Cinquante mille dollars morte ou vive
Pour plus de détails, voir Fiche technique et Distribution.
Cinquante mille dollars morte ou vive (Three Kids and a Queen) est un film américain réalisé par Edward Ludwig, sorti en 1935.

## Fiche technique
- Titre original : Three Kids and a Queen
- Réalisation : Edward Ludwig
- Scénario : Barry Trivers et Samuel Ornitz
- Direction artistique : Albert S. D'Agostino
- Photographie : George Robinson
- Montage : Byron Robinson
- Société de production : Universal Pictures
- Pays de production : États-Unis
- Format : Noir et blanc - 1,37:1
- Genre : drame
- Durée : 90 minutes
- Date de sortie : 1935

## Distribution
- May Robson : Mary Jane 'Queenie' Baxter
- Henry Armetta : Tony Orsatti
- Herman Bing : Walter Merkin
- Frankie Darro : Blackie
- Bill Burrud (en) : Doc
- William Benedict (en) : Flash
- Charlotte Henry (en) : Julia Orsatti
- Lawrence Grant : Wilfred Edgar
- Lillian Harmer (en) : Elmira Wiggins
- Henry Kolker : Crippets
- John Miljan : Boss Benton
- Hale Hamilton : Ralph
- Noel Madison : Stanley
- Tom Dugan : Bill
- Irving Pichel : Kraft
- Hedda Hopper : Mme Cummings
- Ferdinand Gottschalk : Dr Flesig
- Edward Van Sloan : Dr Gordon
- Louis Vincenot : Dr Charcot
- Arnold Korff : Dr Winters